# 懷特羅克 (阿肯色州華盛頓縣)
懷特羅克（英語：White Rock）是位於美國阿肯色州華盛頓縣的一個非建制地區。該地的面積和人口皆未知。

## 地理
懷特羅克的座標為36°04′46″N 94°15′09″W / 36.07944°N 94.25250°W，而該地的平均海拔高度為380米（即1250英尺）。